# چشم تایفون
چشم تایفون (به انگلیسی: The Eye of Typhoon) یک بازی در سبک  مبارزه‌ای دوبعدی می‌باشد که توسط شرکت Viccom تولید گردید. این بازی به عنوان دومین محصول تولیدی این شرکت پس از بازی Fight Fever می‌باشد و در فوریه ۱۹۹۶ ابتدا برای سیستم «نئو-جئو» معرفی شد ولی هرگز برای آن منتشر نشد. در همان سال این بازی برای سیستم عامل داس و کنسول ۳دی‌او به طور انحصاری در کشور کره جنوبی عرضه گردید.

## خلاصه داستان
در زمان‌های گذشته یک هنر رزمی اسرارآمیز به نام Kuk-Cho-Ho-Kwon وجود داشت که از سلسله "میونگ" برجای مانده بود؛ ولی پس از گذشت سالیان دراز، از آن هنر رزمی چیزی جز افسانه باقی نماند. سال‌ها گذشت و هرج و مرج بعضی از نقاط آسیا، مانند چین و کره را فرا گرفت. نیروهای غربی سعی کردند Kuk-Cho-Ho-Kwon را مجدداً احیا کنند و در این راه مبارزان فراوانی جان خود را از دست داده و کتاب پنهان Kuk-Cho-Ho-Kwon رازهای خود را آشکار نمود...
آیا Kuk-Cho-Ho-Kwon مجدداً زنده می‌شود؟ و توسط چه کسی؟
متن بالا خلاصه‌ای از داستان بازی برگرفته از شروع بازی می‌باشد.

## گیم پلی
مانند بازی Fight Fever، این بازی به صورت دو بعدی و در ژانر مبارزه‌ای می‌باشد. هدف اصلی پیروزی در دو راند از سه راند هر مبارزه است. این بازی دارای ۱۴ شخصیت قابل بازی می‌باشد که هرکدام دارای حرکت‌های ویژه و مخصوص به خود می‌باشند.
در مد تک‌نفره بازیباز پس از انتخاب شخصیت، باید حریف خود را نیز انتخاب نماید. بعد از شکست دادن ۱۲ حریف، بازیباز با دو باس روبرو می‌شود به نام‌های Powell و Mahesvara. یک حالت تیمی دو به دو نیز در بازی وجود دارد که بازیباز قادر به انتخاب دو کاراکتر برای تیم خود می‌باشد. شبیه بازی‌های مبارزه‌ای دیگر دوربین قابلیت زوم اتوماتیک بر روی شخصیت‌ها را دارد که با توجه به دوری یا نزدیکی شخصیت‌ها به هم این اتفاق می‌افتد.

## تفاوت نسخه‌های بازی
نسخه کنسول ۳دی‌او بازی دارای یک انیمیشن ابتدائی سه بعدی با آرم ال جی و شرکت ویکام می‌باشد، کاراکترهای بازی به نسبت بازی‌های دیگر مبارزه‌ای زمان خود کوچکتر طراحی شده‌اند.
نسخه داس بازی انیمیشن‌های میان مرحله‌ای کمتری نسبت به نسخه ۳دی‌او دارد و اندازه کاراکترها معمولی و به اندازه بازی‌های مبارزه‌ای زمان خود طراحی شده و البته هوش مصنوعی شخصیت‌ها نسبت به نسخه کنسولی بازی صعیف تر می‌باشد. از دیگر تفاوت‌های نسخه داس متفاوت بودن صفحه‌های بارگذاری و تکرار موسیقی پس زمینه در هر راند می‌باشد.